# آشمیانی
آشمیانی (به لاتین: Ashmyany) یک منطقهٔ مسکونی در بلاروس است که در منطقه گرودنو واقع شده‌است.